# Baie de Disko
La baie de Disko (en groenlandais Qeqertarsuup tunua ; en danois Diskobugten) est une baie au large de la côte occidentale du Groenland, dans l'Est du détroit de Davis.

## Géographie

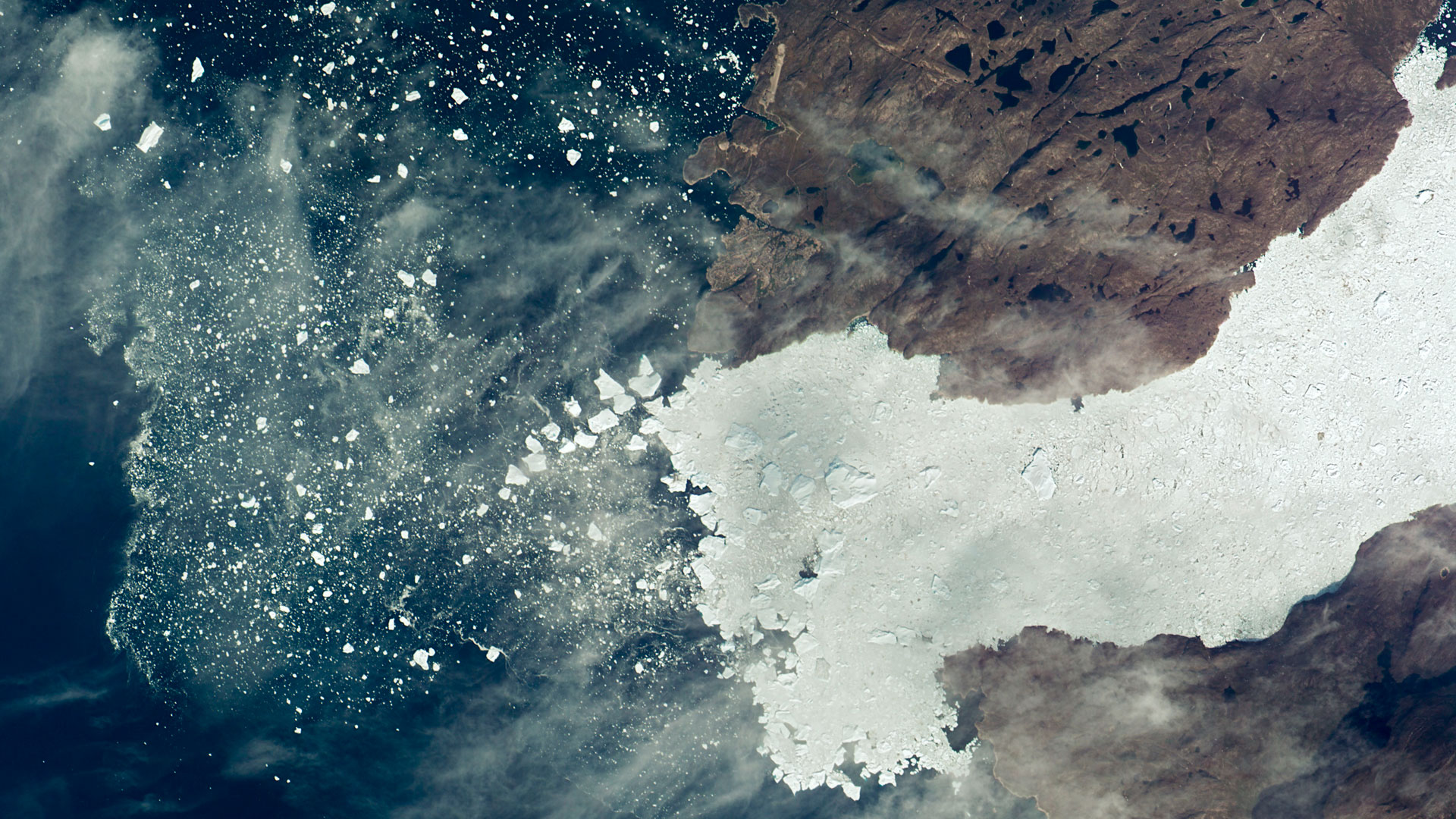
Image satellite d'une petite partie de la baie de Disko au débouché du fjord glacé d'Ilulissat avec la ville du même nom juste au nord de l'étendue d'icebergs.

La baie de Disko appartient à la commune d'Ilulissat. On y trouve le plus grand gisement de fer natif au monde, celui-ci était utilisé par les Inuits pour fabriquer des outils. L'île de Disko est la plus grande île de la baie.

## Histoire
Une colonie y fut établie par Erik le Rouge vers 985.